# Илмая (станция)
И́лмая (латыш. Ilmāja) — железнодорожная станция на территории Вецпилсской волости Южно-Курземского края Латвии, на линии Елгава — Лиепая. Примерно в 3 км от станции расположены населённые пункты Дижилмая и Мазилмая.

## История
Станция Илмая открыта 25 сентября 1929 года. Пассажирское здание, спроектированное Янисом Шарловым, построено в 1932 году и представляет собой типичное станционное здание того времени — двухэтажное каменное строение с квартирами на втором, служебными помещениями на первом этажах и погребом в подвале. Имела два пассажирских перрона, островной разобран между 2005 и 2016 гг. Станция закрыта для пассажирского движения с 15 августа 2001 года.